# Кобзарь, Фёдор Егорович
Фёдор Егорович (Георгиевич) Кобзарь (1850—1919) — русский предприниматель и благотворитель.

## Биография
Родился в семье государственного крестьянина Егора Петровича и его жены Екатерины Григорьевны  1 февраля (14 февраля по новому стилю) 1850 года в городе Покровске Саратовской губернии (ныне город Энгельс Саратовской области), который через год был передан в Самарскую губернию. Его отец в 1860-е годы выиграл в лотерею 200 тысяч рублей, вложил деньги в покупку сельскохозяйственных угодий и занялся выращиванием хлеба, имея 16 тысяч десятин земли.
Федор, получив домашнее образование, продолжил дело отца — выращивал пшеницу, разводил бычков. Зерно поставлял покровским и саратовским мукомолам, а также продавал на Нижегородской ярмарке в Канаду и Германию. В 1881 году он был избран волостным старши́ной, и за этот период работы был представлен 17 августа 1883 года императору Александру III как видный представитель Покровска и награждён серебряной медалью для ношения на Александровской ленте. В том же году он был удостоен бронзовой медали для ношения в петлице в память священного коронования государя. Затем с 1884 года в течение шести лет Кобзарь избирался почётным мировым судьёй, стал членом учётного комитета Государственного банка России, был постоянным членом Комитета хлебной биржи. Его служба в учётном Комитете государственного банка была отмечена в 1905 году золотой медалью для ношения на шее на золотой ленте. 
Занимался благотворительностью: на свои средства построил здание биржи, солидные средства вкладывал в реконструкцию Покровской кафедральной церкви. В 1886 году Фёдора Кобзаря избрали старостой церкви, и за усердную работу на этой должности 6 мая 1902 года он был награждён золотой медалью для ношения на шее на Станиславской ленте. Участвовал в благотворительных делах вместе со своими сыновьями во время Первой мировой войны. В 1915—1916 годах он являлся попечителем 1-го министерского двухклассного Покровского училища. В марте 1917 года, после получения известия о свержении царя, был избран председателем Комитета общественной безопасности.
Февральская революция и последовавшая за ней Октябрьская революция внесли изменения в жизнь всей страны. Начавшаяся в 1918 году национализация фабрик, заводов и особняков их владельцев затронула и семью Кобзарей: их дома, зерно и сельскохозяйственные машины отобрали, конфисковали большой банковский запас. Лишившись практически всего, Фёдор Егорович переехал с семьей в Саратов к одному из сыновей. Все члены семьи умерли или подверглись репрессиям, навсегда покинув Покровск. 
Умер Ф. Е. Кобзарь в 1919 году в Саратове.

Памятник Кобзарю Ф.Е. в городе Энгельс

20 августа 2018 года Фёдору Егоровичу Кобзарю, знаковой фигуре в истории города Покровска (Энгельса), был установлен памятник, который находится на пересечении улицы Коммунистической и площади Свободы, у главного входа в Детский парк (ныне Троицкий парк). Скульптор Щербаков А.А.

### Семья
Фёдор Егорович был женат на Александре Васильевне Пресняковой, купеческой дочери. В семье родились дочь и шесть сыновей, старшим из них он успел до Октябрьской революции дать хорошее образование. Построив немало жилых домов в Покровске, Фёдор Егорович владел также собственной недвижимостью, составляющей несколько домов, в каждом из которых проживали члены его большой семьи.